# Maurice Maina
Maurice Maina est un boxeur kényan né le 1er janvier 1963.

## Carrière
Maurice Maina est médaillé d'or aux Jeux africains de Nairobi en 1987, battant en finale de la catégorie des poids mi-mouches l'Ougandais Emmanuel Nsubuga.
Aux Jeux olympiques d'été de 1988 à Séoul, il est éliminé au troisième tour dans la catégorie des poids mi-mouches par le Thaïlandais Chatchai Sasakul.
Il est médaillé de bronze aux Jeux du Commonwealth d'Auckland en 1990 dans la catégorie des poids mouches.